# Parafia św. Stanisława w Czajkowie
Parafia Świętego Stanisława w Czajkowie – parafia rzymskokatolicka należąca do dekanatu Grabów diecezji kaliskiej. Została utworzona w 1919. Mieści się pod numerem 59. Prowadzą ją księża diecezjalni.